# Petnjica (Berane)
Pour les articles homonymes, voir Petnjica.
Petnjica (en serbe cyrillique : Петњица) est un village du nord-est du Monténégro, dans la municipalité de Berane.

## Démographie

### Évolution historique de la population
| 1948 | 1953 | 1961 | 1971 | 1981 | 1991 | 2003 |
| ---- | ---- | ---- | ---- | ---- | ---- | ---- |
| 442  | 488  | 667  | 684  | 673  | 643  | 565  |